# وحید حیدری
وحید حیدری دستفروشی ۲۳ ساله بود که در جریان اعتراضات دی ۱۳۹۶ در اراک بازداشت شد و در بازداشتگاهی در اراک درگذشت. مقامات جمهوری اسلامی، علت مرگ او را خودکشی اعلام کرده‌اند. مرکز حقوق بشر در ایران از نزدیکان وحید حیدری نقل کرده است که در زمان رویت جنازه، روی سر او آثار ضرب و شتم و کبودی دیده شده است.

## زندگی
وحید حیدری، اهل روستای تکیه از توابع شازند و ساکن اراک بود. او از خانواده‌ای بی‌بضاعت بود و در بازار شهر اراک دستفروشی می‌کرد. پدرش، حسن حیدری، از مجروحان جنگ ایران و عراق بود. 

## بازداشت
بنابر اظهارات خانواده، وحید حیدری در روز ۱۰ دی ۱۳۹۶، در خلال اعتراضات مردم در میدان سربازار اراک دستگیر و به کلانتری ۱۲ رضوی اراک منتقل شد(در اطلاعیه پلیس روز بازداشت ۱۱ دی ذکر شده است). تعدادی از کسانی که همزمان با او دستگیر شده بودند در مصاحبه با بنیاد برومند شهادت داده‌اند که مورد ضرب و شتم قرار گرفته‌اند. 

## مرگ
روز جمعه، ۱۵ دی ماه ۱۳۹۶، وحید حیدری در بازداشتگاه درگذشت. در قسمت فوقانی سر او شکافی به عمق ۱۰ سانتی متر وجود داشت که در اثر برخورد جسمی سخت ایجاد شده باشد. مقامات رسمی علت مرگ او را خودکشی اعلام کردند.  دادستان اراک بدون ذکر هویت اعلام کرده بود که این فرد سابقه حمل مواد مخدر و خودزنی داشته و به دلیل خرید و فروش مواد مخدر و بی‌ارتباط با اعتراضات دستگیر شده است.